# Nicholas N. Ambraseys
Nicholas Neoclis Ambraseys (griechisch Νικόλαος Αμβράζης του Νεοκλή, Transkription Nikolaos Amvrasis tou Neokli; * 19. Januar 1929 in Athen; † 28. Dezember 2012 in England)  war ein griechisch-britischer Bauingenieur und Pionier der geotechnischen Seismologie.
Nicholas N. Ambraseys (eigene anglisierte Schreibweise) studierte Bauingenieurwesen am Polytechnio (Nationalen Technischen Universität in Athen) mit dem Diplom 1952 und am Imperial College in London, an dem er Schüler von Alec Skempton und Alan W. Bishop war und 1958 mit einer Dissertation über die seismische Stabilität von Erddämmen promoviert wurde. Ab 1958 war er Lecturer am Imperial College, ab 1968 Reader und ab 1974 Professor. 1968 gründete er dort die Engineering Seismology Section (ESEE) und war bis zur Emeritierung 1994 deren Leiter.
Er gründete das British National Committee of Earthquake Engineering und war dessen erster Vorsitzender.
1997 wurde er zum Mitglied der Academia Europaea gewählt. 2004 war er der 44. Rankine Lecturer (Engineering Seismology and Geotechnics). Weitere Ehrungen waren die Wahl zum Fellow of the Institution of Civil Engineers (FICE), zum Fellow of the Royal Academy of Engineering (FREng) und 2003 zum Ordentlichen Mitglied der Akademie von Athen.
Er war Mitgründer des Journal of Earthquake Engineering.

## Schriften
„Nick“ Ambraseys verfasste 330 Beiträge in Fachpublikationen sowie sieben Bücher, darunter:
- The seismic stability of earth dams, Dissertation, Imperial College 1958
- Über die Berechnung von erdbebensicheren Erddämmen, VDI Zeitschrift, Band 102, 1960, S. 1241–1243
- The seismic behaviour of earth dams, Proc. 2. World Conference Earthquake Engineering, Tokio, 1960, Band 1, S. 331–358
- The seismic stability of earth dams, Proc. 2. World Conf. Earthquake Engineering, Tokio, 1960, Band 2, S. 1345–1363
- mit C. Melville: Seismicity of the British Isles and the North Sea, Publ. Marine Techn. Inst. 1983
- (zusammen mit Charles Melville): A History of Persian Earthquakes. Cambridge University Press, Cambridge 1982, ISBN 0-521-24112-X.
- (zusammen mit Robin Dartrey Adams): Seismicity of Egypt, Arabia and the Red Sea. Cambridge University Press, Cambridge 1994, ISBN 0-521-39120-2.
- (zusammen mit Caroline F. Finkel): The Seismicity of Turkey and Adjacent Areas. A historical review 1500 – 1800. Eren Press, Istanbul 1995, ISBN 975-7622-38-9.
- (zusammen mit Ragnar Sigbjörnsson): Re-appraisal of Seismicity of Iceland. Polytechnica Pub., Reykjavík 1999.
- (zusammen mit Robin Dartrey Adams): The Seismicity of Central America. A descriptive catalogue 1898 – 1995.  Imperial College Press, London 2001, ISBN 1-86094-244-X.
- Earthquakes in the Mediterranean and Middle East. A multidisciplinary study of seismicity up to 1900. Cambridge University Press, Cambridge 2009, ISBN 978-0-521-87292-8.